# Ligowo (gmina)
Ligowo (do 1921 Osiek) – dawna gmina wiejska istniejąca w latach 1921–1954 w woj. warszawskim, pomorskim i bydgoskim. Siedzibą władz gminy było Ligowo.
Gmina Ligowo powstała 26 sierpnia 1921 roku w powiecie lipnowskim w woj. warszawskim, w związku z przemianowaniem gminy Osiek na Ligowo.
Po wojnie gmina weszła w skład terytorialnie zmienionego woj. pomorskiego, przemianowanego 6 lipca 1950 roku na woj. bydgoskie. Według stanu z 1 lipca 1952 roku gmina składała się z 12 gromad.
Gmina została zniesiona 29 września 1954 roku wraz z reformą wprowadzającą gromady w miejsce gmin. Jednostki nie przywrócono 1 stycznia 1973 roku po reaktywowaniu gmin, a jej obszar wszedł głównie w skład nowej gminy Mochowo w powiecie sierpeckim w woj. warszawskim.